# 47-ма паралель північної широти
47-ма паралель північної широти — лінія широти, що лежить на 47 градусів північніше земної екваторіальної площини. Вона проходить через Європу, Азію, Тихий океан, Північну Америку та Атлантичний океан.
На цій широті під час літнього сонцестояння сонце видно 15 годин 54 хвилини, а під час зимового сонцестояння — 8 годин 31 хвилину. Це північна межа видимості зірки θ Скорпіона та, відповідно, "хвоста" сузір'я Скорпіона.

## Список географічних об'єктів, що перетинає 47° пн. ш.
Починаючи з Гринвіцького меридіану та рухаючись на схід, 47-ма паралель північної широти проходить через:
| Координати                                                   | Країна, територія або море | Примітки |
| ------------------------------------------------------------ | -------------------------- | --- |
| 47°0′ пн. ш. 0°0′ сх. д. / 47.000° пн. ш. 0.000° сх. д.      | Франція                    | Проходить південніше Нанта, Монсоро та Буржа |
| 47°0′ пн. ш. 6°38′ сх. д. / 47.000° пн. ш. 6.633° сх. д.     | Швейцарія                  | Проходить північніше Берна |
| 47°0′ пн. ш. 9°53′ сх. д. / 47.000° пн. ш. 9.883° сх. д.     | Австрія                    | |
| 47°0′ пн. ш. 10°23′ сх. д. / 47.000° пн. ш. 10.383° сх. д.   | Швейцарія                  | Проходить через гору Грюбелекопф[en] — приблизно на 300 м |
| 47°0′ пн. ш. 10°23′ сх. д. / 47.000° пн. ш. 10.383° сх. д.   | Австрія                    | |
| 47°0′ пн. ш. 11°27′ сх. д. / 47.000° пн. ш. 11.450° сх. д.   | Італія                     | Приблизно на 4 км |
| 47°0′ пн. ш. 11°31′ сх. д. / 47.000° пн. ш. 11.517° сх. д.   | Австрія                    | Приблизно на 3 км |
| 47°0′ пн. ш. 11°34′ сх. д. / 47.000° пн. ш. 11.567° сх. д.   | Італія                     | Приблизно на 7 км |
| 47°0′ пн. ш. 11°39′ сх. д. / 47.000° пн. ш. 11.650° сх. д.   | Австрія                    | Приблизно на 14 км |
| 47°0′ пн. ш. 11°50′ сх. д. / 47.000° пн. ш. 11.833° сх. д.   | Італія                     | |
| 47°0′ пн. ш. 12°8′ сх. д. / 47.000° пн. ш. 12.133° сх. д.    | Австрія                    | |
| 47°0′ пн. ш. 16°17′ сх. д. / 47.000° пн. ш. 16.283° сх. д.   | Угорщина                   | Проходить через озеро Балатон |
| 47°0′ пн. ш. 21°42′ сх. д. / 47.000° пн. ш. 21.700° сх. д.   | Румунія                    | Проходить південніше Ораді та Яссів |
| 47°0′ пн. ш. 28°5′ сх. д. / 47.000° пн. ш. 28.083° сх. д.    | Молдова                    | Проходить через Кишинів Проходить через Придністров'я |
| 47°0′ пн. ш. 29°36′ сх. д. / 47.000° пн. ш. 29.600° сх. д.   | Україна                    | Одеська область Миколаївська область — проходить через Миколаїв Херсонська область Запорізька область — проходить північніше Мелітополя Донецька область — проходить через Білосарайську косу |
| 47°0′ пн. ш. 37°27′ сх. д. / 47.000° пн. ш. 37.450° сх. д.   | Азовське море              | Таганрозька затока |
| 47°0′ пн. ш. 39°1′ сх. д. / 47.000° пн. ш. 39.017° сх. д.    | Росія                      | |
| 47°0′ пн. ш. 48°47′ сх. д. / 47.000° пн. ш. 48.783° сх. д.   | Казахстан                  | Проходить через крайню північ Каспійського моря |
| 47°0′ пн. ш. 82°56′ сх. д. / 47.000° пн. ш. 82.933° сх. д.   | КНР                        | Сіньцзян |
| 47°0′ пн. ш. 83°53′ сх. д. / 47.000° пн. ш. 83.883° сх. д.   | Казахстан                  | |
| 47°0′ пн. ш. 84°19′ сх. д. / 47.000° пн. ш. 84.317° сх. д.   | КНР                        | Сіньцзян — приблизно на 11 км |
| 47°0′ пн. ш. 84°27′ сх. д. / 47.000° пн. ш. 84.450° сх. д.   | Казахстан                  | |
| 47°0′ пн. ш. 85°10′ сх. д. / 47.000° пн. ш. 85.167° сх. д.   | КНР                        | Сіньцзян |
| 47°0′ пн. ш. 90°44′ сх. д. / 47.000° пн. ш. 90.733° сх. д.   | Монголія                   | |
| 47°0′ пн. ш. 119°48′ сх. д. / 47.000° пн. ш. 119.800° сх. д. | КНР                        | Внутрішня Монголія Хейлунцзян |
| 47°0′ пн. ш. 134°5′ сх. д. / 47.000° пн. ш. 134.083° сх. д.  | Росія                      | |
| 47°0′ пн. ш. 138°33′ сх. д. / 47.000° пн. ш. 138.550° сх. д. | Японське море              | |
| 47°0′ пн. ш. 142°1′ сх. д. / 47.000° пн. ш. 142.017° сх. д.  | Росія                      | Проходить через острів Сахалін |
| 47°0′ пн. ш. 143°4′ сх. д. / 47.000° пн. ш. 143.067° сх. д.  | Охотське море              | |
| 47°0′ пн. ш. 152°4′ сх. д. / 47.000° пн. ш. 152.067° сх. д.  | Росія                      | Проходить через острів Сімушир[en], Курильські острови |
| 47°0′ пн. ш. 152°10′ сх. д. / 47.000° пн. ш. 152.167° сх. д. | Тихий океан                | |
| 47°0′ пн. ш. 120°5′ зх. д. / 47.000° пн. ш. 120.083° зх. д.  | США                        | Вашингтон — проходить через Елленсбург Айдахо Монтана Північна Дакота — проходить північніше Фарго Міннесота                                                                                  |
| 47°0′ пн. ш. 91°41′ зх. д. / 47.000° пн. ш. 91.683° зх. д.   | Озеро Верхнє               | |
| 47°0′ пн. ш. 90°46′ зх. д. / 47.000° пн. ш. 90.767° зх. д.   | США                        | Проходить через Апостольські острови[en] Вісконсин |
| 47°0′ пн. ш. 90°25′ зх. д. / 47.000° пн. ш. 90.417° зх. д.   | Озеро Верхнє               | |
| 47°0′ пн. ш. 88°57′ зх. д. / 47.000° пн. ш. 88.950° зх. д.   | США                        | Проходить через півострів Ківіно[en] Мічиган |
| 47°0′ пн. ш. 88°23′ зх. д. / 47.000° пн. ш. 88.383° зх. д.   | Озеро Верхнє               | |
| 47°0′ пн. ш. 84°47′ зх. д. / 47.000° пн. ш. 84.783° зх. д.   | Канада                     | Онтаріо Квебек — проходить північніше Монмані |
| 47°0′ пн. ш. 69°41′ зх. д. / 47.000° пн. ш. 69.683° зх. д.   | США                        | Мен |
| 47°0′ пн. ш. 67°47′ зх. д. / 47.000° пн. ш. 67.783° зх. д.   | Канада                     | Нью-Брансвік |
| 47°0′ пн. ш. 64°49′ зх. д. / 47.000° пн. ш. 64.817° зх. д.   | Затока Святого Лаврентія   | Нортумберлендська протока |
| 47°0′ пн. ш. 64°4′ зх. д. / 47.000° пн. ш. 64.067° зх. д.    | Канада                     | Проходить через острів Принца Едварда |
| 47°0′ пн. ш. 64°0′ зх. д. / 47.000° пн. ш. 64.000° зх. д.    | Затока Святого Лаврентія   | |
| 47°0′ пн. ш. 60°40′ зх. д. / 47.000° пн. ш. 60.667° зх. д.   | Канада                     | Проходить через острів Кейп-Бретон Нова Шотландія |
| 47°0′ пн. ш. 60°25′ зх. д. / 47.000° пн. ш. 60.417° зх. д.   | Протока Кабота             | |
| 47°0′ пн. ш. 59°28′ зх. д. / 47.000° пн. ш. 59.467° зх. д.   | Атлантичний океан          | |
| 47°0′ пн. ш. 56°22′ зх. д. / 47.000° пн. ш. 56.367° зх. д.   | Сен-П'єр і Мікелон         | Проходить через острів Мікелон[en] |
| 47°0′ пн. ш. 56°17′ зх. д. / 47.000° пн. ш. 56.283° зх. д.   | Атлантичний океан          | |
| 47°0′ пн. ш. 55°59′ зх. д. / 47.000° пн. ш. 55.983° зх. д.   | Канада                     | Проходить через півострів Б'юрін[en] на острові Ньюфаундленд Ньюфаундленд і Лабрадор |
| 47°0′ пн. ш. 55°12′ зх. д. / 47.000° пн. ш. 55.200° зх. д.   | Затока Пласеншія[en]       | |
| 47°0′ пн. ш. 54°10′ зх. д. / 47.000° пн. ш. 54.167° зх. д.   | Канада                     | Проходить через півострів Авалон[en] на острові Ньюфаундленд Ньюфаундленд і Лабрадор |
| 47°0′ пн. ш. 52°54′ зх. д. / 47.000° пн. ш. 52.900° зх. д.   | Атлантичний океан          | |
| 47°0′ пн. ш. 2°17′ зх. д. / 47.000° пн. ш. 2.283° зх. д.     | Франція                    | Проходить через острови Бель-Іль та Нуармутьє |